# Ateleia microcarpa
Ateleia microcarpa är en ärtväxtart som först beskrevs av Christiaan Hendrik Persoon, och fick sitt nu gällande namn av David Nathaniel Friedrich Dietrich. Ateleia microcarpa ingår i släktet Ateleia och familjen ärtväxter. Inga underarter finns listade i Catalogue of Life.